# Augochlora cylix
Augochlora cylix är en biart som först beskrevs av Joseph Vachal 1911.  Augochlora cylix ingår i släktet Augochlora och familjen vägbin. Inga underarter finns listade.